# 博多華丸のくろいさでつながるバイ!
『博多華丸のくろいさでつながるバイ!』（はかたはなまるのくろいさでつながるバイ）は、2014年・2015年の7月から12月にRKB毎日放送（RKBラジオ）で放送されている居酒屋トーク番組である。

## 番組概要
博多華丸が、福岡よしもとの若手お笑い芸人と福岡の居酒屋を取材し、スポンサーである大口酒造の商品「くろいさ」こと黒伊佐錦とそれに合う料理を口にしながらトークを展開する番組。

収録で訪れた居酒屋には、「くろいさ」が華丸名義で1本ボトルキープされており、これは放送終了後にリスナーが店を訪れた際、自由に飲める。

## 放送時間
- 月曜日 20:30-20:45（JST）
  - なお、月曜夜にRKBエキサイトホークスが放送される際は時間が変更になる。

## パーソナリティ
- 博多華丸

## スポンサー
- 大口酒造